# Geraldine Viswanathan
Geraldine Viswanathan (Newcastle, 20 juni 1995) is een Australische actrice.

## Biografie
Geraldine Viswanathan werd in 1995 geboren in de Australische stad Newcastle. Haar vader, Suresh Viswanathan, stamt af van de Tamils en haar moeder, Anja Raith, is van Zwitserse afkomst. Ze woonde in haar jeugd twee jaar in Bazel en spreekt sindsdien ook vloeiend Zwitserduits.

## Carrière
Midden jaren 2010 begon Viswanathan met acteren. Aanvankelijk speelde ze mee in enkele Australische tv-series en korte films. In 2016 maakte ze met de komische musical Emo the Musical haar officieel filmdebuut. 
In 2017 kreeg ze een bijrol in het derde seizoen van Janet King. In totaal werkte ze acht afleveringen mee aan de Australische dramareeks. Een jaar later brak Viswanathan door met haar rol in  de Amerikaanse sekskomedie Blockers (2018).
In 2019 werkte ze mee aan de dramafilm Hala, waarin ze een gelijknamige moslima vertolkte, en de komedie Bad Education. Daarnaast werd ze ook gecast als het hoofdpersonage Eliza Hunter in de anthologieserie Miracle Workers.

## Filmografie

### Film
- Emo the Musical (2016)
- All Out Dysfunktion! (2016)
- Blockers (2018)
- The Package (2018)
- Hala (2018)
- Bad Education (2019)
- The Broken Hearts Gallery (2020)
- Cat Person (2023)
- Drive Away Dolls (2024)
- Thunderbolts* (2025)

### Televisie (selectie)
- Janet King (2017)
- Miracle Workers (2019)
- BoJack Horseman (2019–2020) (stem)